# Mikroregion Entre Rios

Mikroregion Entre Rios

Mikroregion Entre Rios – mikroregion w brazylijskim stanie Bahia należący do mezoregionu Nordeste Baiano. Ma powierzchnię 5.923,68060 km²

## Gminy
- Cardeal da Silva
- Conde
- Entre Rios
- Esplanada
- Jandaíra